# Nikaragujská hymna
Hymna Nikaraguy je píseň Salve a ti, Nicaragua (česky Sláva tobě, Nikaraguo). Byla schválena 20. října 1939 a jako národní hymna slouží od 25. srpna 1971. Slova napsal Salomon Ibarra Mayorga, hudbu složil Luis A. Delgadillo.
Melodie písně pochází z 18. století, kdy byla užívána jako liturgická hymna v dobách, kdy byla Nikaragua provincií Španělska. Na počátku období nezávislosti byla užívána jako pocta Nejvyššímu soudu státu Nikaragua.
V dobách politické revoluce byla hymna nahrazena třemi jinými, aby byla 23. dubna 1918 opět obnovena. Byla vypsána veřejná soutěž na nový text hymny. Vzhledem k tomu, že v zemi právě skončila občanská válka, směl text oslavovat pouze mír a práci. Z tohoto důvodu je nikaragujská hymna jediná v oblasti Latinské Ameriky, která hovoří o míru a ne o válce.
Nová konzervativní prošpanělská vláda hbitě přiznala první cenu Salomonu Ibarru Mayorgovi, nikaragujskému učiteli a básníkovi. Nová hymna pak nahradila bojovněji zaměřenou píseň Hermosa Soberana (Krásná a suverénní), protišpanělský vojenský pochod, který byl vnímán s rozpaky v zemi s hlubokými španělskými kořeny.

## Text hymny
| Originální text | Český překlad |
| --- | --- |
| Salve a ti, Nicaragua ¡Salve a ti, Nicaragua! En tu suelo ya no ruge la voz del cañón, ni se tiñe con sangre de hermanos tu glorioso pendón bicolor. Brille hermosa la paz en tu cielo, nada empañe tu gloria inmortal, ¡que el trabajo es tu digno laurel y el honor es tu enseña triunfal! | Sláva tobě, Nikaraguo Sláva tobě, Nikaraguo! Na tvé půdě již více nezní hlasy děl, a krev bratrů již neskvrní tvou dvoubarevnou vlajku. Ať mír krásně září na nebi, a nic nezkalí tvou věčnou slávu, práce je tvým vavřínovým věncem a čest je symbol tvého trimfu! |